# Georgiens herrlandslag i basket
Georgiens herrlandslag i basket representerar republiken Georgien i internationella baskettävlingar och grundades år 1992. Georgiens landslag spelar för närvarande i europamästerskapens högsta division. Landslaget har aldrig lyckats kvala sig in till världsmästerskapen i basket. 
I europamästerskapet i basket för herrar 2011 som gick av stapeln i Litauen, slutade Georgien på elfte plats bland de 24 deltagande nationerna.

## Kända spelare
- Vladimer Stepania
- Nikoloz Tskitisjvili
- Zaza Patjulia
- Manutjar Markoisjvili
- Viktor Sanikidze
- Vladimer Boisa
- Giorgi Tsintsadze
- Giorgi Sjermadini
- Shammond Williams
- Tyrone Ellis
- Vato Natsvlisjvili